# Anemocarpa
Anemocarpa is een geslacht uit de composietenfamilie (Asteraceae). De soorten zijn endemisch in Australië.

## Soorten
- Anemocarpa calcicola  Paul G.Wilson
- Anemocarpa podolepidium (F.Muell.) Paul G.Wilson
- Anemocarpa saxatilis (Paul G.Wilson) PaulG.Wilson